# 金子村 (埼玉県)
金子村（かねこむら）は埼玉県の南西部、入間郡に属していた村。

## 地理
- 河川：霞川

## 歴史
- 1889年（明治22年）4月1日 町村制施行により、上谷ヶ貫村、下谷ヶ貫村、寺竹村、西三ッ木村、南峯村、木蓮寺村、花ノ木村、中神村、根岸村が合併し入間郡金子村が成立する。
- 1956年（昭和31年）9月30日 豊岡町、金子村、宮寺村、藤沢村、西武町の一部（旧東金子村）が合併し武蔵町を新設する。

## 交通

### 鉄道
- 日本国有鉄道（現：東日本旅客鉄道）
  - 八高線：金子駅